# شاه عقرب یکم
عقرب یکم، پادشاه مصر علیا در نقاده سوم بود. گمان می‌رود نام این فرعون برگرفته از نام سرکت، الهه عقرب‌ و یکی از پاسداران چهار دروازه زیرین مصر باستان بوده‌است. اما الهه سرکت در دوران پادشاهی کهن محبوب شد و این باعث تردید در ریشه شناسی نام شاه عقرب می‌شود. او یکی از اولین پادشاهان مصر باستان بود و لوحی از او نبرد با یک حاکم ناشناس پیش‌دودمانی را به تصویر می‌کشد. مقبره او به سبب شواهد نمونه های اولیه مصرف شراب در مصر باستان مشهور است.

## فتوحات
در سال ١٩٩۵، لوحی پنج هزار ساله در بررسی جاده صحرای تبان کشف شد که نمادهای عقرب را در خود دارد و پیروزی او را بر یک فرمانروای اولیه (احتمالاً پادشاه نقاده) به تصویر می‌کشد. پادشاه شکست خورده یا مکانی که در گرافیتو نامگذاری شده بود "سر بول" نام داشت، علامتی که در U-j نیز یافت می‌شود. اعتقاد بر این است که عقرب یکم مصر علیا را پس از شکست پادشاه نقاده متحد کرد.

## مقبره
اعتقاد بر این است که عقرب یک یا دو قرن قبل از حکومت معروفتر عقرب دوم نخن در تینیس زندگی می‌کرده است و احتمالاً اولین پادشاه واقعی مصر علیا است. مقبره او، با عنوان باستان شناسی U-j، در گورستان سلطنتی ابیدوس، جایی که روسای کنفدراش تینیت در آن دفن شده بودند، یافت شد. آن مقبره در دوران باستان غارت شده بود، اما در آن تعداد زیادی پلاک کوچک از عاج یافت شد که هرکدام دارای سوراخی برای بستن آن به چیزی بود و هر کدام با یک یا چند تصویر خراشیده از نوع هیروگلیف مشخص شده بود که گمان می‌رود نام شهرها باشد. به نظر می‌رسد دو تا از این پلاک‌ها نام‌های شهرهای باست و بوتو را دارند که نشان می‌دهد ارتش اسکورپیون تا دلتای نیل نفوذ کرده بود. ممکن است که فتوحات اسکورپیون استفاده از سیستم هیروگلیف مصری، با شروع نیاز به حفظ وقایع و افتخارات به صورت مکتوب، را متداول کرد.
مقبره عقرب در محافل باستان شناسی به دلیل شواهد احتمالی مصرف شراب باستانی مشهور شده است. در جستجوی مقبره، باستان شناسان ده ها کوزه سرامیکی وارداتی حاوی بقایای زرد رنگ مطابق با شراب را کشف کردند که مربوط به حدود ٣١۵٠ پیش از میلاد است. بقایای شیمیایی گیاهان، رزین درختان و سایر مواد طبیعی در کوزه ها یافت شد. دانه انگور، پوست و تفاله خشک شده نیز در این مقبره یافت شد. 